# كين كاربنتر (دراج)
كين كاربنتر (بالإنجليزية: Ken Carpenter)‏ هو دراج أمريكي، ولد في 31 ديسمبر 1965 في لا ميسا في الولايات المتحدة.

## وصلات خارجية
- كين كاربنتر على موقع أرشيف الدراجات (الإنجليزية)
- كين كاربنتر على موقع أوليمبيديا (الإنجليزية)